# Бистрица (верхний приток Струмы)

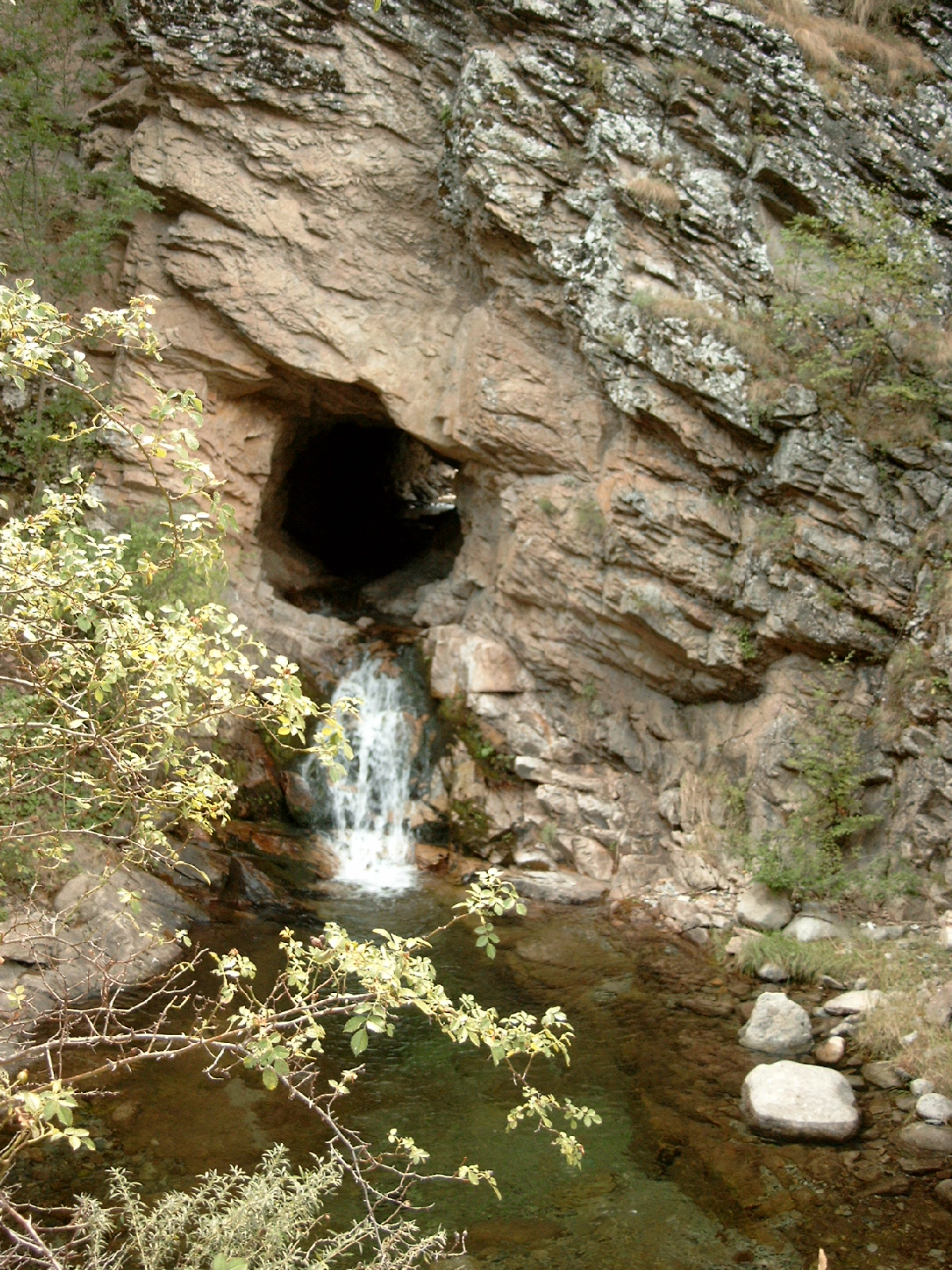
Бистрица в
горах Осогово

Бистрица — река в Кюстендилской области Болгарии. Длина реки — 51 километр.
Берёт начало из источника на северном склоне горы Руен. Течёт на север по лесистому ущелью до села Гырляно.
Далее вытекает в долину у гор Лисец, где принимает крупный левый приток — Лебницу. Затем Бистрица вновь втекает в ущелье, где параллельно руслу проходит железная дорога. Здесь, слева, река принимает крупнейший приток — реку Коприва.
Постепенно забирая к востоку, река вскоре меняет направление течения на юго-западное. Миновав Мазарачево река снова вытекает на равнину. Здесь, у Скриняно, Бистрица принимает справа свой последний приток — реку Долбин.
Миновав четыре моста (три автомобильных и один железнодорожный), Бистрица справа впадает в Струму.

## Бассейн реки
Объекты по порядку от устья к истоку ( км от устья: ← левый приток | → правый приток | — объект на реке ):
- Бистрица

→ Долбин
← Коприва
→ Дренощица
← Лебница
→ Каменица
→ Черна